# Troll (film 1986)
Troll è un film del 1986 diretto da John Carl Buechler. È un film a basso costo girato in Italia presso gli Stabilimenti Cinematografici Pontini di Roma. La pellicola non ha alcuna relazione coi film Troll 2 e Troll 3.
La prima visione italiana sul piccolo schermo risale al 1988 su Odeon TV.

## Trama
La famiglia Potter si è appena trasferita in un appartamento a San Francisco. Proprio lì tuttavia vive un occupante indesiderato: un troll (nel doppiaggio italiano uno gnomo) che grazie ad un anello magico può trasformare le persone in creature mitologiche secondo le loro personalità. In realtà il troll è uno stregone chiamato Torok: molto tempo fa la terra era abitata da umani ed esseri fatati che vivevano in armonia tra di loro, ed era divisa in regni tra loro indipendenti, ma Torok contestò questo saldo equilibrio e radunò presso di sé alcune creature fatate ribelli e scatenò una guerra contro gli umani per dominare il mondo; gli umani però vinsero, e Torok venne punito e trasformato in un troll da una benevola strega chiamata Eunice, precedentemente sua amante. Ella lo sorveglia per anni all'interno di quel palazzo, fingendosi una residente, per evitare una seconda guerra. Ora però Torok è intento a vendicarsi trasformando il mondo in un paese fatato, a cominciare dalle varie camere del palazzo, e gli inquilini in creature come elfi, goblin e ninfe. Sarà Harry Potter Jr., uno dei ragazzi della famiglia, a cercare di porre fine alle sue malefatte, grazie all'aiuto della stessa Eunice.

## Controversie
Alcuni elementi, compreso il nome del protagonista, sono stati rivendicati da persone legate al film come una fonte d'ispirazione per la serie Harry Potter, nonostante non sia mai stato citato dall'autrice J. K. Rowling e non vi siano prove di ciò.

## Edizioni home video
In Italia il film è stato distribuito in videocassetta dalla Vestron Video. Nel 2019 è stato pubblicato in DVD e Blu-Ray dall'etichetta Midnight Factory assieme a Troll 2.